# Network Rail
Network Rail Ltd. – państwowy zarządca infrastruktury kolejowej w Wielkiej Brytanii. Przedsiębiorstwo powstało w 2002 w związku z nacjonalizacją spółki akcyjnej Railtrack.
Network Rail bezpośrednio zarządza wszystkimi liniami kolejowymi w Anglii, Walii i Szkocji oraz 17 najważniejszymi stacjami kolejowymi w kraju (kiedyś 18, stacja Gatwick została przejęta przez Southern). Pozostałe stacje administrowane są przez obsługujących je przewoźników kolejowych, niejako w imieniu i z upoważnienia Network Rail.